# Chassé-croisé (film, 1951)
Pour les articles homonymes, voir Chassé-croisé.
Pour plus de détails, voir Fiche technique et Distribution.
Chassé-croisé ou La Lapinomalose ou Lapin... Feu (Rabbit Fire) est un cartoon Looney Tunes réalisé par Chuck Jones en 1951 mettant en scène Bugs Bunny, Daffy Duck et Elmer Fudd. Ce cartoon est le premier volet de la trilogie de la chasse, les deux autres cartoons étant Conflit de canard et Qui va à la chasse ?.

## Synopsis
Elmer est en train de chasser dans un bois ; pendant ce temps on aperçoit seulement les pattes de Bugs Bunny qui semble faire une promenade, tandis qu'Elmer suit la piste des traces de Bugs, nous découvrons Daffy avec des pattes de lapin en train de se diriger vers le terrier de Bugs. Après avoir esquivé de justesse une balle d'Elmer, le lapin affirme qu'il s'agit en fait de la saison de la chasse au canard ; après avoir eu Daffy à 3 reprises avec le coup des contraires, le canard se reprend une balle sur le bec lorsqu'il vérifie que le fusil d'Elmer ne contient plus de balles. Bugs cloue un panneau indiquant la saison du canard, Daffy se déguise grossièrement en lapin lorsqu'il rencontre Elmer et Bugs qui lui aussi déguisé en canard. À son grand dam, Daffy ne se rend pas compte que le panneau a changé et maintenant indique la saison du lapin : il se reprend une balle. Alors qu'il couvre Bugs d'insultes, le canard se rend compte que le lapin a sorti un livre de cuisine sur les canards : ce duel de recettes s'achève lorsque Elmer avoue qu'il est végétarien et chasse pour le sport. Les 2 victimes s'enfuient pour se cacher dans le terrier en plongeant et Bugs fait croire à Elmer que son fusil est un fusil à éléphant : l'un de ces pachydermes cloue littéralement le chasseur dans la terre. Elmer tombe sur Daffy déguisé en chien et Bugs en séduisante chasseuse : ils sont rapidement découverts lorsqu'une des oreilles de Bugs dépasse : le lapin et le canard arrachent des panneaux annonçant la saison du lapin et du canard. Ils prennent la place du chasseur lorsqu'ils tombent sur un panneau « saison de l'Elmer ».